# Přírodní park Blidinje
Přírodní park Blidinje (bosensky Park prirode Blidinje) se nachází v centrální části Bosny a Hercegoviny. Zahrnuje části pohoří Čvrsnica, Čabulja a Vran v Dinárských horách, dále také Blidinjské jezero, náhorní plošinu Dugopolje, údolí Grabovica a další. Zřízen byl oficiálně 30. dubna 1995 a má rozlohu 364 km². Administrativně se nachází na území općin Posušje, Tomislavgrad, Mostar a Jablanica.
Park představuje významnou přírodní a hydrogeologickou rezervaci v krasové krajině. Roste zde např. hojně Borovice Heldreichova.
Mezi zajímavé památky na území parku kromě Blidinjského jezera patří i bohatá archeologická naleziště, např. nekropole stećaků v Dugopolji. V podhůří vrcholu Pločno se nachází také františkánský klášter. Navštěvována je také i přírodní lokalita Hajdučka vrata.